# Atelopus carbonerensis
Atelopus carbonerensis is een kikker uit de familie padden (Bufonidae) en het geslacht klompvoetkikkers (Atelopus). De soort werd voor het eerst wetenschappelijk beschreven door Juan A. Rivero in 1974.
Atelopus carbonerensis leeft in delen van Zuid-Amerika en komt endemisch voor in Venezuela. De kikker is bekend van een hoogte van 2000 tot 2800 meter boven zeeniveau. De soort komt in een relatief klein gebied voor en is hierdoor kwetsbaar. Vermoed wordt dat het areaal kleiner is dan tien vierkante kilometer. Door de internationale natuurbeschermingsorganisatie IUCN wordt de soort beschouwd als 'kritiek'.
Atelopus carbonerensis is zeer zeldzaam en vermoed wordt dat de soort is uitgestorven. De laatste waarneming dateert uit 1998, sindsdien is de soort ondanks intensieve zoektochten niet meer gezien.